# Manfred Miethe

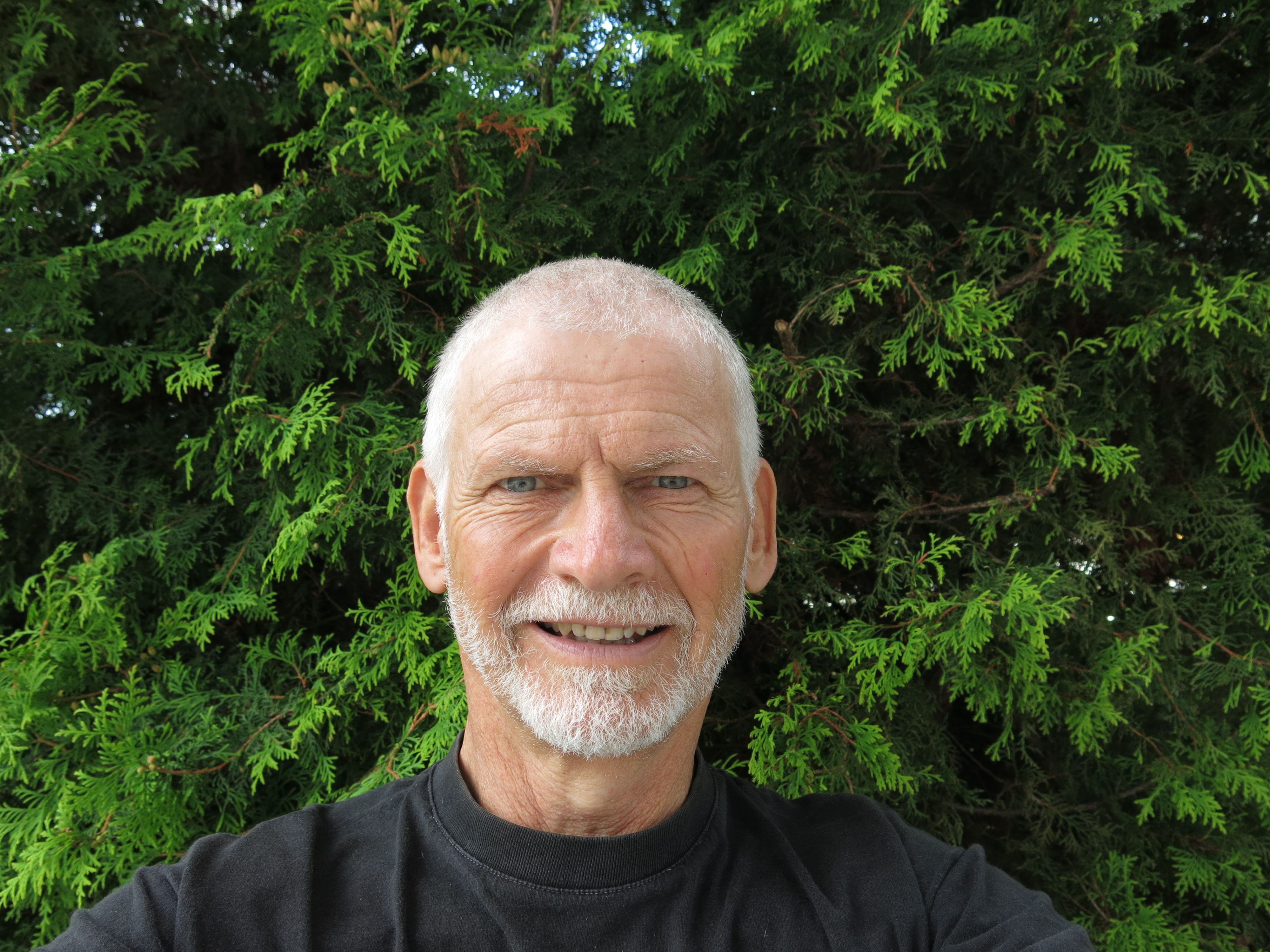
Manfred Miethe

Manfred Miethe (* 23. November 1950 in Hamburg) ist ein schweizerisch-deutscher Schriftsteller und Übersetzer.

## Leben
Nach einer kaufmännischen Lehre und einem abgebrochenen Studium der Sozialpädagogik, verließ Miethe Hamburg und siedelte 1979 in die USA über, wo er bis 1991 blieb. In Honolulu, Los Angeles, Berkeley, Oakland und Boston arbeitete er unter anderem als Koch, Bäcker, Masseur, Deutschlehrer, Teppich- und Schuhverkäufer sowie als Kampfkunstlehrer und Plakatkleber.
In Deutschland und den USA absolvierte er Ausbildungen in diversen körperzentrierten Therapien. So gehörten zu seinen Lehrern Robert van Heckeren in Hamburg und Holland (Yoga), Frieda Goralewski in Berlin (Atemtherapie), Michio Kushi in Boston (Makrobiotik und Do-in), Kathy Robinson in Honolulu (klassische Massage), Marie Riley in Kaneohe (Jin Shin Jyutsu), John Pasqualetti in Honolulu (Reiki 1 und 2), Manocher Movlai und John Schreiber in Oakland (Breema).
Nach einem Burnout als Körpertherapeut begann Miethe 1989 wieder seine Leidenschaft für das Schreiben zu entdecken und veröffentlichte erste Artikel in deutschen und amerikanischen Zeitschriften. 1991 kehrte er nach Deutschland zurück und übernahm zunächst die Chefredaktion der Zeitschrift Connection, später dann das Lektorat des Integral Verlages.
Von 1972 bis zu zwei Hüftoperationen 2013 und 2017 praktizierte und lehrte er verschiedene Kampfkünste. Zunächst Judo und Aikido, später dann Wing Tsun, Stockkampf und Tai Chi. Bis 2017 unterrichtete er zudem Qigong.
Zu seinen Taiji-Lehrern gehörten Gia-Fu Feng, Rupert Sonaike, Andrew Lum, Francis Pang, William C. C. Chen, Tsung Tsai Liang, Wong Jack Man und Y. C. Chiang.
Außerdem lernte er bei Irmgard Hölzel (Judo), Rosa Ahrens (Aikido), Brian Lee und Thomas Zane (Wing Tsun).
Ab 1993 war er als freiberuflicher Schriftsteller und Übersetzer tätig. Bis zu seiner Pensionierung 2015 hatte er mehr als 160 Bücher aus dem Englischen ins Deutsche übersetzt (darunter Werke von Jiddu Krishnamurti, Dan Millman, Louise Hay, Virginia Satir, John Perkins, Michael Murphy, Scott Cunningham, Chuck Spezzano, Diana Cooper, Elizabeth Clare Prophet, Terry Jones und Die Peanuts von Charles M. Schulz). Zudem hat er bisher 26 Bücher geschrieben, fünf davon als Ghostwriter.
Seit 1997 lebt Miethe in der Schweiz; mit der Annahme der Schweizer Staatsbürgerschaft wurde er 2011 schweizerisch-deutscher Doppelbürger.
Heute (2025) lebt er zurückgezogen mit seiner Frau in einem kleinen Dorf im Berner Oberland.

## Veröffentlichungen
- Das Wasser des wahren Gesichts. Magische Geschichten. Integral, 1992, ISBN 3-89304-036-6.
- unter dem Namen Sylvia zur Schmiede: Ich freue mich auf jeden Tag. 365 Anregungen für ein erfülltes Leben. Integral, 1996, ISBN 3-89304-163-X.
- mit Sylvia zur Schmiede: Wer glücklich ist, kann glücklich machen. Von der Freude, die in unserem Herzen singt. Integral, 1997.
- Liebe: Bestimmung und Sehnsucht der Seele. Umschau, 1997, ISBN 3-524-81008-X.
- Sex: Hingeben und verehren. Umschau, 1997, ISBN 3-524-81009-8.
- Partnerschaft: Gleiche, die sich nicht gleichen. Umschau, 1997, ISBN 3-524-81007-1.
- Trennung: Verstehen, vergeben, weitergehen. Umschau, 1997, ISBN 3-524-81010-1.
- Fliegender Phoenix. Kraft und Ruhe für unser tägliches Leben. Umschau, 1997, ISBN 3-524-72007-2.
- Farbe in die grauen Zellen. Kreative Denkspiele. Umschau, 1997, ISBN 3-524-72004-8.
- Meditation. Wege zu innerem Frieden. Urania, 1998, ISBN 3-908645-64-6.
- Entspannung zu zweit. Durch den Körper die Seele berühren. Umschau 1998, ISBN 3-524-72015-3.
- Magier und Herrscherin. 22 Tarot-Geschichten. Königsfurt 1998, ISBN 3-927808-78-4.
- mit Sylvia zur Schmiede: Wer glücklich ist, kann glücklich machen. Von der Freude, die in unserem Herzen singt. Herder Spektrum, 1999, ISBN 3-451-05028-5.
- Wege zum Buddhismus. Rat, Klarheit und Inspiration. Urania, 2002, ISBN 3-908653-43-6.
- Märchen aus Hawaii. Königsfurt 2007, ISBN 978-3-89875-186-5.
- Im Meer der Liebe. Silberschnur, Güllesheim 2013, ISBN 978-3-89845-404-9.
- Trennung: Ein neuer Anfang. Silberschnur, Güllesheim 2013, ISBN 978-3-89845-405-6.
- Sei du selbst in der Partnerschaft. Silberschnur, Güllesheim 2014, ISBN 978-3-89845-461-2.
- Sex als Quelle der Spiritualität. Silberschnur, Güllesheim 2015, ISBN 978-3-89845-460-5.
- Handbuch für Meister. CreateSpace 2015, ISBN 978-1-5122-2141-1.
- In den Augen der Tod. Eine amerikanische Erzählung. CreateSpace 2015, ISBN 978-1-5151-2163-3.
- Pualani. Die Abenteuer des Mädchens aus der Südsee. CreateSpace 2015, ISBN 978-1-5153-2150-7.
- Maui errichtet das Himmelsgewölbe. Mythen und Legenden aus dem alten Hawaii. Independently published 2021, ISBN 978-1-98169-861-5
- Eine etwas andere Wahrheit. Der gesammelte esoterische Unsinn des Manfred S. Reicht. BoD Norderstedt 2021, ISBN 978-3-7534-7749-7
- Meditation. Eine Einführung in die Kunst der Stille. BoD Norderstedt 2021. ISBN 978-3-7534-2652-5
- Erstens ist Gott anders und zweitens, als man denkt. Weisheits-, Traum- und Visionsgeschichten. BoD Norderstedt 2021. ISBN 978-3-7534-4323-2
- Du willst geliebt werden? Dann liebe! BoD Norderstedt 2021. ISBN 978-3-7543-2591-9
- Ich freue mich auf jeden Tag. Independently published 2022. ISBN 979-8-8397-1445-8
- Erinnerungen an ein Leben. Independently published 2022. ISBN 979-8-8379-9996-3
- Hör auf nur zu existieren. Fang an zu leben. Independently published 2022. ISBN 979-8-3556-7069-6
- Love and Anarchy. A Rebellious Youth in the Sixties. Independently published 2025. ISBN 979-8-2883-0817-8
- Wir wollten Alles. Sommer '69: Liebe, Sex und Anarchie. Independently published 2025. ISBN 979-8-2944-1309-5

## Preise
- Sonderpreis des Come Together Wettbewerbs der Zeitschrift Wiener für den Artikel „Ermutigender Brief aus einer möglichen Zukunft“, Mai 1990
- Prix d’amour für das besondere Buch der Edition Logos für Übersetzung und Kommentierung von „Helden des Alltags“, März 1997